# Frères Dardenne
Pour les articles homonymes, voir Dardenne.
Les frères Dardenne — Jean-Pierre, né le 21 avril 1951 à Engis, et Luc, né le 10 mars 1954 aux Awirs — sont deux réalisateurs belges qui réalisent leurs films en commun. Ils sont également scénaristes et producteurs.
Leur cinéma connaît un impact international, notamment grâce au Festival de Cannes, où plusieurs de leurs réalisations ont été présentées et récompensées. Ils font partie du cercle des neuf réalisateurs deux fois lauréats de la Palme d'or aux côtés de Francis Ford Coppola, Shōhei Imamura, Emir Kusturica, Bille August, Michael Haneke, Ruben Östlund et Ken Loach.
Les frères Dardenne ont élaboré une œuvre cohérente et exigeante. Ils sont aujourd'hui considérés comme les grands représentants du cinéma social européen, au même titre que Ken Loach et Mike Leigh.
Les Dardenne sont en effet reconnus comme ceux qui en ont renouvelé l'esthétique et la narration grâce à un style concret, épuré et loin des facilités : caméra à l'épaule ou poing suivant au plus près les visages crispés et les corps en mouvement, longs plans-séquences dilatant la durée, captation de gestes de nervosité, moments de vide, d'irritation, voire de frustration, absence de plage musicale, silences, choix d'acteurs non professionnels ou méconnus.

## Biographie

### Enfance et études
Fils de Lucien et Marie-Josée Dardenne, les frères Dardenne grandissent dans la banlieue industrielle de Liège, à Engis où vivent leurs parents.
Leur cinéma s'enracine dans cette région de leur enfance, étant donné leur volonté, comme le dit Luc Dardenne dans une interview donnée à la revue Toudi, de filmer « l'ici. ». À propos de ce décor périurbain particulier, Luc déclare : « Engis a longtemps été le village le plus pollué d'Europe. Dans les années 1930, trois personnes y sont mortes d'intoxication. Sartre le mentionne dans Critique de la raison dialectique comme une illustration des contradictions du capitalisme. Les gens du village se sont énormément battus pour améliorer leurs conditions de vie. ».
C’est en tant qu'étudiant en art dramatique à l'Institut des arts de diffusion (IAD) de Louvain-la-Neuve que Jean-Pierre Dardenne rencontre Armand Gatti, metteur en scène et poète, qui l'influence et lui permet de débuter dans la réalisation en lui proposant ainsi qu’à son frère Luc de devenir les assistants de ses expériences théâtrales que sont « La Colonne Durutti » et « L'Arche d’Adelin » puis plus tard de son film Nous étions tous des noms d'arbres.
Après leurs études respectives (Jean-Pierre en art dramatique et Luc en philosophie de 1974 à 1977), « les frères » comme les appellent leurs amis et collaborateurs, tournent des vidéos militantes sur les interventions et les luttes dans des cités ouvrières qu'ils financent grâce à leurs petits emplois[Lesquels ?] respectifs. L’art filmique et les aspects sociaux de la vie se rencontrent dans leurs projets qu'ils diffusent dans les cités. Ces deux éléments sont à la base de leur cinéma engagé, qu'il soit du côté de la fiction ou du documentaire.

### Débuts dans le documentaire (années 1970)
Soucieux de bénéficier des structures qui leur permettraient de lier indépendance, engagement social et cinéma, Luc et Jean-Pierre Dardenne créent en 1975 la maison de production « Dérives » qui se lance dans le financement d'une cinquantaine de documentaires. Ils fondent ensuite, en 1981, la société « Films Dérives Productions » qui produit six longs métrages puis, en 1994, « Les Films du Fleuve » qui finance toutes leurs réalisations à partir de La Promesse et participe entre autres à la production de nombreux films d'auteur : Stormy Weather de Sólveig Anspach, Le Monde vivant d'Eugène Green, Le Mystère de la chambre jaune de Bruno Podalydès, Le Couperet de Costa-Gavras ou plus récemment L'Exercice de l'État de Pierre Schoeller, La Part des anges de Ken Loach et Au-delà des collines de Cristian Mungiu. Grâce à cette structure, ils réalisent alors le souhait d'être les auteurs complets de leur œuvre (producteurs, scénaristes et metteurs en scène).
En 1978, les frères réalisent de nombreux documentaires sur les radios libres et traitent des problèmes engendrés par la vie collective ou encore la grève générale de 1960 (Lorsque le bateau de Monsieur Léon descendit la Meuse pour la première fois). Dans d'autres travaux, ils évoquent notamment les journaux clandestins ou encore la résistance anti-allemande en Belgique (Le Chant du rossignol). En 1981, ils retrouvent Armand Gatti pour le film Nous étions tous des noms d’arbres pour lequel Luc est le premier assistant réalisateur et Jean-Pierre le premier assistant caméra.

### Passage au long-métrage de fiction (années 1980)
En 1987, Falsch, adapté d’une pièce de René Kalisky et co-écrit avec Jean Gruault, scénariste de François Truffaut, marque un tournant décisif dans leur carrière. À partir de cette œuvre à mi-chemin entre fiction et théâtre filmé, les cinéastes se consacrent au genre fictionnel. Cependant, leur cinéma de fiction, toujours engagé, reste proche du documentaire dans sa forme et son contenu, notamment pour la chronique qu'il fonde de la misère moderne engendrée par la désindustrialisation. Les frères reviennent également sur les dégâts causés par la crise économique et la difficile survie de personnes humbles dans un quotidien fragile.
Les Dardenne réalisent Je pense à vous en 1992, avec Robin Renucci et Fabienne Babe, qui raconte l'errance d'une femme à la recherche de son mari, ouvrier-sidérurgiste, disparu après avoir perdu son emploi. Cette expérience négative, qui se solde par un échec commercial, convainc les cinéastes d'alléger leur mode de production et d'affiner leur manière de filmer, en réaction aux fictions majoritaires. Les frères sont découverts par le public et la critique en 1996, année qui marque la première étape de leur glorieux parcours cannois.

### Révélation critique (années 1990)
Ils présentent à la Quinzaine des réalisateurs leur troisième film, La Promesse qui révèle Jérémie Renier et Olivier Gourmet. Outre son importance pour la suite de la carrière des frères Dardenne, ce film préfigure les thèmes qui seront au centre de leur œuvre : le conflit entre enfants et parents, entre une société en perdition et une jeunesse égarée, et enfin entre un monde libéral et exploiteur (voire, d’une certaine façon, cannibale) et ses victimes ; motifs rappelant parfois le cinéma de Ken Loach et Mike Leigh. Leur style naturaliste s'y affirme également par leur volonté de combiner une forme visuelle nerveuse à une histoire surprenante, profonde et pleine de rebondissements qui tire les codes de la tragédie du côté des personnes en marge. Le décor post-industriel de la périphérie liégeoise reste leur cadre de prédilection et on décèle déjà leur manière singulière de coller convulsivement à leur personnage principal en montrant ses gesticulations. Le va-et-vient continuel des héros dans un quotidien de débrouille et de clandestinité, filmé caméra à l'épaule, devient l'une des caractéristiques de leur mise en scène qui évolue, par la suite, vers une forme plus posée,. Ce troisième long métrage de fiction utilise le fil central de leurs scénarios à venir, à savoir un protagoniste peu sympathique au départ, entraîné dans un problème d'ordre moral ou confronté à un dilemme cornélien qui fera resurgir son humanité cachée.
Ce ressort dramatique distingue les Dardenne de Ken Loach auquel une partie de la critique les rapproche souvent : si le second caractérise d'emblée les partisans du bien et du mal, suscitant une empathie immédiate pour ses protagonistes, les Dardenne s'abstiennent de tout jugement, mettant parfois une certaine distance avec leurs héros, capables du meilleur (abnégation, solidarité) comme du pire (délation, cruauté, insouciance criminelle etc.),,. La quête de la vérité humaine, y compris déplaisante, reste au cœur de leur dispositif.
En 1999, les Dardenne sont reconnus mondialement grâce à leur première Palme d'or au Festival de Cannes, obtenue pour le drame Rosetta, leur premier film porté par une très jeune femme. Cette fiction raconte le combat d’une jeune Belge en quête désespérée d’un emploi et lance la carrière d'Émilie Dequenne, comédienne débutante de 17 ans, qui reçoit le prix d'interprétation féminine.

### Consécration (années 2000)
Au début des années 2000, les cinéastes retrouvent d'abord Olivier Gourmet et Jérémie Renier, mais sur des projets distincts. En 2002, les réalisateurs permettent à Olivier Gourmet de recevoir le prix d'interprétation à Cannes grâce à son rôle dans Le Fils, film d'une grande intensité dramatique sur les relations père / fils et la difficulté de pardonner. Dans cette œuvre, le comédien joue un menuisier formateur de jeunes qui rencontre l’enfant qui a tué, quelques années plus tôt, son propre fils.
En 2005, les frères Dardenne rejoignent le club restreint des cinéastes doublement palmés à Cannes (au côté d'Emir Kusturica, président du jury d'alors) grâce à L'Enfant, nouvel opus sur la précarité et la rédemption, interprété par Jérémie Renier et Déborah François. L'œuvre évoque le sort de très jeunes parents « instables socialement » dont la vie bascule à la naissance d'un enfant, vendu de manière insouciante par un père soucieux de régler ses problèmes d'argent.
En 2008, ils reviennent aux héroïnes en révélant le drame Le Silence de Lorna, dédié au sujet de l'immigration clandestine et du mariage blanc. Le long-métrage leur vaut un autre trophée cannois : le prix du scénario.

### Confirmation (années 2010)
Les Dardenne comptent parmi les metteurs en scène les plus primés du festival. Ils ratent de peu une troisième palme mais reçoivent le grand prix pour leur huitième film, Le Gamin au vélo, sorti en 2011, qui raconte la possibilité pour un jeune garçon sans famille de choisir une mère d'adoption, incarnée par Cécile de France.
Mais les frères reviennent une sixième fois en compétition à Cannes, en 2014, avec un troisième portrait de femme-courage avec Deux jours, une nuit où ils dirigent Marion Cotillard dans un rôle d'ouvrière revenue de dépression, obligée de convaincre ses collègues de renoncer à leurs primes pour conserver son emploi. Nonobstant une presse très enthousiaste et un nouveau statut de favoris à la récompense suprême, les réalisateurs ne figurent pas au palmarès pour la première fois de leur carrière. Marion Cotillard sera nommée à l'Oscar de la meilleure actrice pour ce film.
Ils reçoivent le prix Robert-Bresson à la Mostra de Venise 2011 pour l'ensemble de leur œuvre, signifiant ainsi l'intensité de la recherche de sens à la vie dans leur production. Sans aucun but spirituel, les deux cinéastes œuvrent en faveur d'un cinéma « simplement humain ».
Dès 2016, ils reviennent dans la compétition cannoise grâce à un quatrième portrait de femme, La Fille inconnue avec cette fois Adèle Haenel dans le rôle principal. Ce film, qui épouse la forme du film policier tout en gardant un contenu social, relate la trajectoire d'une médecin généraliste, prise de remords, qui tente de savoir ce qui est arrivé à une patiente disparue le soir où elle lui a fermé sa porte. Cette nouvelle réalisation est largement moins bien accueillie qu'à l'accoutumée par la critique et les festivaliers,,,,, et les deux cinéastes repartent pour la seconde fois sans aucun prix de La Croisette.
Ils remportent le prix de la mise en scène au Festival de Cannes 2019 pour Le Jeune Ahmed.

### Confirmation (années 2020)
Ils remportent le Prix du 75e anniversaire au Festival de Cannes 2022 pour Tori et Lokita.

## Activités annexes
Les frères Dardenne possèdent, en plus de leur maison de production Les Films du Fleuve, un atelier de production (Dérives) subventionné (plus de 92 000 € en 2023), lequel introduit des dossiers à la Commission du Cinéma.
Luc siège aussi au conseil d’administration du cinéma Palace.

## Prise de position
En 2005, peu avant la condamnation du réalisateur Jean-Claude Brisseau pour harcèlement sexuel, ils font partie des signataires d’une pétition de soutien à ce dernier lancée par Les Inrockuptibles ; plusieurs années plus tard, ils présentent leurs excuses dans l'émission Stupéfiant !

## Filmographie

### En tant que réalisateurs

#### Cinéma
- 1987 : Il court, il court, le monde (court-métrage)
- 1987 : Falsch
- 1992 : Je pense à vous
- 1996 : La Promesse
- 1999 : Rosetta
- 2002 : Le Fils
- 2005 : L'Enfant
- 2008 : Le Silence de Lorna
- 2011 : Le Gamin au vélo
- 2014 : Deux jours, une nuit
- 2016 : La Fille inconnue
- 2019 : Le Jeune Ahmed
- 2022 : Tori et Lokita
- 2025 : Jeunes Mères

#### Documentaires
- 1978 : Le chant du rossignol
- 1979 : Lorsque le bateau de Léon M. descendit la Meuse pour la première fois
- 1980 : Pour que la guerre s'achève, les murs devaient s'écrouter
- 1981 : R... ne répond plus
- 1982 : Leçons d'une université volante
- 1983 : Regard Jonathan/Jean Louvet, 231

### En tant que producteurs
- 1992 : Je pense à vous
- 1995 : Faute de soleil de Christophe Blanc
- 1997 : Gigi, Monica... et Bianca de Yasmina Abdellaoui et Benoît Dervaux
- 1999 : L'Héritier de Philippe de Pierpont, court-métrage
- 1999 : Rosetta
- 2000 : La Devinière de Benoît Dervaux, documentaire
- 2001 : Le Lait de la tendresse humaine de Dominique Cabrera
- 2002 : Brook by Brook de Simon Brook, documentaire
- 2002 : Le Fils
- 2002 : Premier amour de Bernard Garant, court-métrage
- 2002 : Romances de terre et d'eau de Jean-Pierre Duret et Andrea Santana, documentaire
- 2003 : Stormy Weather de Sólveig Anspach
- 2003 : Le Monde vivant d'Eugène Green
- 2003 : Le Soleil assassiné d'Abdelkrim Bahloul
- 2005 : Le Couperet de Costa-Gavras
- 2005 : L'Enfant
- 2006 : Rwanda, les collines parlent de Bernard Bellefroid
- 2006 : Mon colonel de Laurent Herbiet
- 2007 : Vous êtes de la police ? de Romuald Beugnon
- 2007 : Why We Can't See Each Other Outside When the Sun is Shining de Bernard Bellefroid
- 2008 : Premier Jour de Sophie Mormont
- 2008 : Le Silence de Lorna
- 2009 : La prima linea de Renato De Maria
- 2010 : K.O.R. de Joanna Grudzińska
- 2011 : Le Gamin au vélo d'eux-mêmes
- 2011 : L'Exercice de l'État de Pierre Schoeller
- 2012 : La Part des anges de Ken Loach
- 2012 : Au-delà des collines de Cristian Mungiu
- 2012 : De rouille et d'os de Jacques Audiard
- 2012 : Un été avec Anton de Jasna Krajinovic
- 2013 : À ciel ouvert de Mariana Otero
- 2013 : Marina de Stijn Coninx
- 2013 : Je fais le mort de Jean-Paul Salomé
- 2014 : Deux jours, une nuit d'eux-mêmes
- 2014 : Vie sauvage de Cédric Kahn
- 2015 : Journal d'une femme de chambre de Benoît Jacquot
- 2017 : Drôle de père d'Amélie van Elmbt
- 2024 : Manas de Marianna Brennand
- 2025 : Jeunes Mères d'eux-mêmes

## Distinctions

### Récompenses

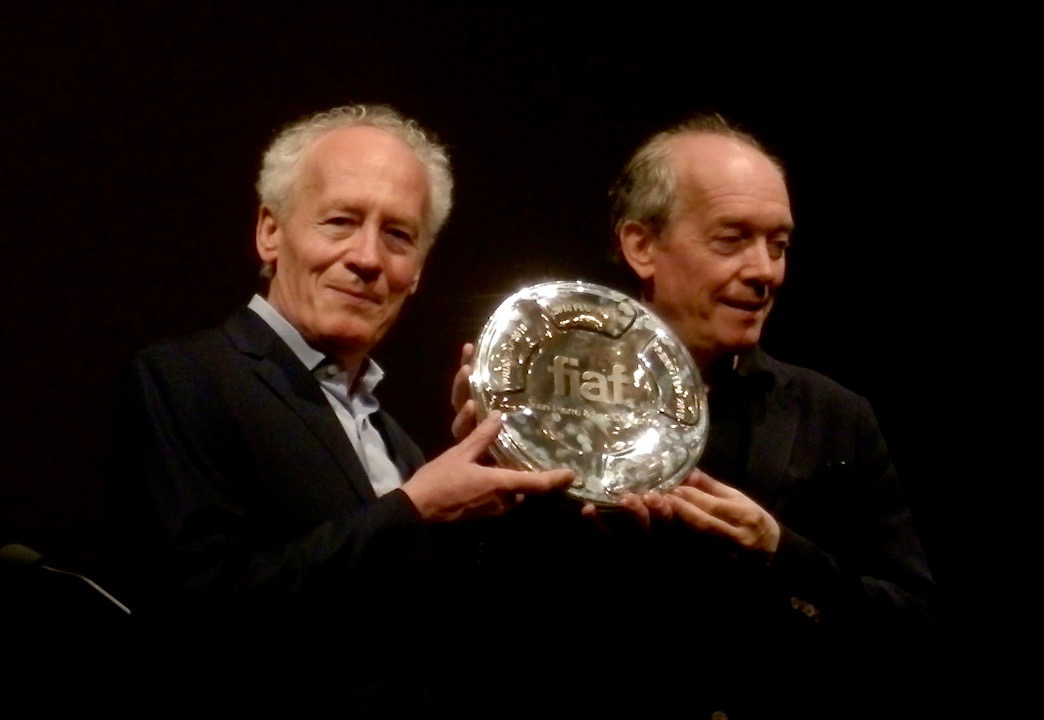
Les cinéastes récompensés à Bologne, en juin 2016.

- Union de la critique de cinéma 1996 : prix André-Cavens pour le meilleur film belge pour La Promesse
- Institut Destrée 1997 : prix Bologne-Lemaire du Wallon de l'année 1997
- Festival de Cannes 1999 : Palme d'or pour Rosetta[28]
- Union de la critique de cinéma 1999 : prix André-Cavens du meilleur film belge pour Rosetta
- Union de la critique de cinéma 2002 : prix André-Cavens du meilleur film belge pour Le Fils
- prix Joseph-Plateau 2002 : meilleur film et meilleurs réalisateurs pour Le Fils
- Festival de Cannes 2005 : Palme d'or pour L'Enfant[29]
- Union de la critique de cinéma 2005 : prix André-Cavens du meilleur film belge pour L'Enfant
- Prix Joseph-Plateau 2006 : meilleur film, des meilleurs réalisateurs et du meilleur scénario pour L'Enfant
- David di Donatello 2006 : meilleur film de l'Union européenne pour L'Enfant
- Festival de Cannes 2008 : prix du scénario pour Le Silence de Lorna
- Parlement européen pour le cinéma 2008 : prix LUX pour Silence de Lorna
- Festival de Cannes 2011 : grand prix pour Le Gamin au vélo
- Prix du cinéma européen 2011 : Meilleur scénariste pour Le Gamin au vélo
- Mostra de Venise 2011 : prix Robert-Bresson (décerné par l'Église catholique)[30]
- San Diego Film Critics Society Awards 2012 : meilleur film en langue étrangère pour Le Gamin au vélo
- Festival de Cannes 2014 : prix spécial pour l'ensemble de leur oeuvre du jury œcuménique[31],[32],[33]
- Festival de Sydney 2014 : Sydney Film Prize pour Deux jours, une nuit
- Prix Lumières 2015 : meilleur film francophone pour Deux jours, une nuit
- Magritte du cinéma 2015 : Meilleur réalisateur pour Deux jours, une nuit
- Festival de Cannes 2019 : Prix de la mise en scène pour Le Jeune Ahmed
- Prix Lumière 2020[34]
- Festival de Cannes 2022 : Prix du 75e au Festival de Cannes pour Tori et Lokita[25]
- Festival de Cannes 2025 : Prix du scénario et Prix du jury œcuménique pour Jeunes Mères[35]

### Décorations
- 2005 :  Grand-croix de l'ordre de la Couronne[36]
- 2008 : prix de la Ligue belge des droits de l'homme
- 2010 : doctorat honoris causa, Katholieke Universiteit Leuven
- 2011 :  Commandeurs du Mérite wallon (C.M.W.)[37]

## Publications
- Luc Dardenne, Au dos de nos images, Éditions du Seuil, coll. « La Librairie du XXIe siècle »
  - I (1991-2005), suivi du scénario du « Le Fils » et de « L'Enfant », 2008, 432 p.
  - II (2005-2014), suivi des scénarios de « Le Gamin au vélo » et  « Deux jours, une nuit », 2015, 440 p.
  - III (2014-2022), suivi des scénarios de « Le Silence de Lorna », « La Fille inconnue », « Le Jeune Ahmed » et «Tori et Lokita », 2023, 448 p.
- Luc Dardenne, Sur l'affaire humaine, Le Seuil, 2012